# Cortisonmyopathie
Die Cortisonmyopathie ist eine Muskelerkrankung, die als Nebenwirkung bei längerer Behandlung mit Corticosteroiden wie Cortisol (fälschlich oft als Cortison bezeichnet) auftreten kann. Sie äußert sich als mit einem Kraftverlust einhergehende Degeneration der quergestreiften Skelettmuskulatur mit Paresen bis zur sichtbaren Atrophie.